# Faramondo

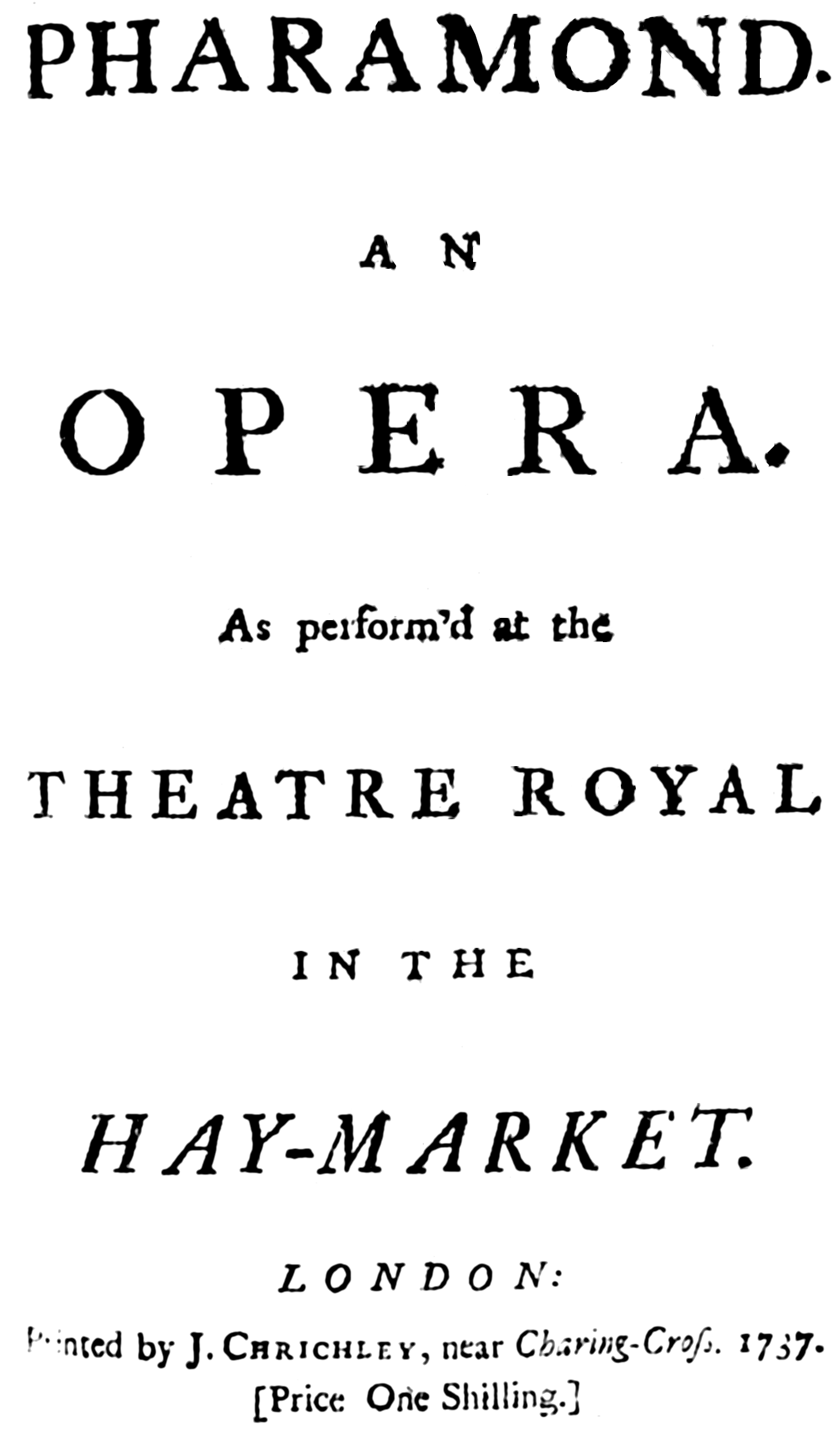
George Friedrich Handel - Le Faramondo - page de titre du livret - Londres

Faramondo est un opéra en trois actes de Georg Friedrich Haendel avec un livret inspiré de Faramond, ou l'histoire de France de Gautier de Costes (1661). Le poète Apostolo Zeno est l'auteur du livret de base qui fut modifié par un ou plusieurs librettistes anonymes pour l'opéra de Haendel.
Il est construit selon un schéma caractéristique de l'opera seria.
La référence de cette œuvre est HWV 39.

## Historique
Après avoir reçu commande de la part de l'impresario du King's Theatre de Haymarket à Londres de deux opéras, Haendel se met au travail sur Faramondo en novembre 1737. Il termine le 24 décembre. La première représentation eut lieu le 3 janvier 1738. La chanteuse française Élisabeth Duparc chantait Clotilde et le castrat Caffarelli tenait le rôle de Faramondo.
Faramondo rencontra un succès très limité auprès du public londonien et ne fut joué que huit fois.

## Rôles
| Role                                             | Voice type            | Première, 3 janvier 1738                   |
| ------------------------------------------------ | --------------------- | ------------------------------------------ |
| Faramondo, roi des francs                        | mezzo-soprano castrat | Gaetano Majorano alias Caffarelli          |
| Clotilde, sa sœur                                | soprano               | Élisabeth Duparc                           |
| Gustavo, roi des Cimbres                         | basse                 | Antonio Montagnana                         |
| Rosimonda, sa fille                              | mezzo-soprano         | Maria Antonia Marchesini ("La Lucchesina") |
| Adolfo, son fils                                 | soprano               | Margherita Chimenti ("La Droghierina")     |
| Gernando, roi des Suèves                         | contralto             | Antonia Merighi                            |
| Teobaldo, général des Cimbres                    | basse                 | Antonio Lottini                            |
| Childerico, confident de Rosimonda, et son frère | soprano               | William Savage                             |
| Soldats, peuples, messagers, serviteurs          |                       |                                            |

## Enregistrements
- Max Emanuel Cencic, (Faramondo), Sophie Karthäuser, (Clotilde), Marina de Liso, (Rosimonda), In-Sung Sim, (Gustavo), Philippe Jaroussky, (Adolfo), Xavier Sabata, (Gernando), Fulvio Bettini, (Teobaldo), Terry Wey, (Childerico) - I Barocchisti dirigés par Diego Fasolis, enregistrement par la Radio Suisse Italienne à Lugano (2009, EMI Records/Virgin Classics)